# Bezirk Pocrí
Pocrí ist ein Bezirk (distrito) der Provinz Los Santos in Panama. Die Einwohnerzahl betrug laut Volkszählung 2023 3025.

## Gliederung
Der Bezirk Pocrí ist administrativ in folgende Corregimientos unterteilt:
- Pocrí
- El Cañafístulo
- Lajamina
- Paraíso
- Paritilla